# Ruisseau de la Bouteille (Matawinie)
Le ruisseau de la Bouteille est un cours d'eau de la municipalité de Saint-Michel-des-Saints et du territoire non organisé de la Baie-de-la-Bouteille, dans la municipalité régionale de comté (MRC) de la Matawinie, dans la région administrative de Lanaudière, au Québec, au Canada.

## Géographie
Le ruisseau de la Bouteille constitue la limite ouest de la réserve faunique Mastigouche.
La rivière de la Bouteille prend sa source au lac de la Bouteille située dans la municipalité de Saint-Michel-des-Saints. Ce lac est situé à 1,5 km au sud-ouest du lac Tremblay ; à 3,4 km à l'est de la baie Ignace du Réservoir Taureau, et à 16,8 km au nord-est du centre du village de Saint-Michel-des-Saints. Le lac de la Bouteille est situé au nord du bassin versant du ruisseau Ignace qui se déverse dans la baie Ignace du réservoir Taureau.
D'une longueur de 19,4 km (dans le sens nord-sud) et d'une largeur de 5,6 km, le lac de la Bouteille reçoit les eaux de deux décharges venant de lacs situés en montagne :
- côté est : des lacs Frelon, des Moustiques et du Cousin. Chacun de ces lacs est doté d'un barrage à son embouchure ;
- côté ouest : du lac de la Roche et d'un petit lac sans nom.

À partir du barrage situé à l'embouchure du lac de la Bouteille, le courant du ruisseau de la Bouteille descend sur :
- 3,2 km vers le nord, jusqu'à la décharge (longueur de 2,6 km) du lac Tremblant, venant du sud-est ;
- 3,1 km vers le nord, jusqu'à l'embouchure du ruisseau de la Bouteille qui se déverse sur la rive sud de la Baie de la Bouteille, faisant partie du réservoir Taureau.

## Toponymie
En Matawinie, les toponymes utilisant le terme bouteille sont interreliés : le lac, la baie, le ruisseau et le barrage.
Le toponyme ruisseau de la Bouteille a été officialisé le 5 décembre 1968 à la Banque des noms de lieux de la Commission de toponymie du Québec.